# 2009年ガボン大統領選挙
2009年ガボン大統領選挙（2009ねんガボンだいとうりょうせんきょ）は、2009年8月30日に実施されたガボンの大統領選挙。

## 概要
2009年6月8日、オマール・ボンゴ・オンディンバ大統領が在任中に死去したことを受けて実施された。オマール・ボンゴ大統領の死去にともない、憲法の規定により暫定大統領にローズ・フランシーヌ・ロゴンベ上院議長が就任した。ガボン憲法によれば、大統領が欠けた場合、30日から45日以内に大統領選挙を実施することとされていたが、政府は大統領選挙実施の延期について要請を憲法裁判所に対して要請、憲法裁はこの要請を認め、8月30日に実施された。
候補者は23人に上ったが、選挙の間に6人の候補者が選挙戦から撤退し、最終的に17人の候補者によって選挙が行われた。全候補者中、有力と見做されたのはアリー・ボンゴ・オンディンバ、ピエール・マンブンドゥ、アンドレ・ムバ・オバメ（ンバ・オバム）の3人であった。アリー・ボンゴ・オンディンバは、故オマール・ボンゴ大統領の子息で父の下で外相や国防相を歴任し、政権与党ガボン民主党から立候補した。ピエール・マンブンドゥは急進的野党指導者として活動してきた人物で、野党連合ガボン人民連合を結成し総裁（党首）を務めていた。アンドレ・ムバ・オバメ（ンバ・オバム）は、オマール・ボンゴ政権で閣僚を歴任し、民主党を離党し無所属となった。
2009年9月3日、選挙結果が確定し公式に発表された。アリー・ボンゴが41.7パーセントを獲得し1位。ムバ・オバメ（ンバ・オバム）とマンブンドゥは、それぞれ25パーセントを獲得したが敗北し、野党支持者は結果に対して不正があったとして暴動に発展した。

## 選挙結果
| 候補者氏名                                     | 党名               | 得票数  | %     |
| ---------------------------------------------- | ------------------ | ------- | ----- |
| アリー・ボンゴ・オンディンバ                   | ガボン民主党       | 141,952 | 41.73 |
| アンドレ・ムバ・オバメ（ンバ・オバム）         | 独立系（無所属）   | 88,026  | 25.88 |
| ピエール・マンブンドュ                         | ガボン人民連合     | 85,597  | 25.22 |
| ザカーリ・ムボト                               | ガボン民主開発連合 | 13,418  | 3.94  |
| カジミール・オイエ＝ムバ (選挙戦から撤退)      | 独立系             | 3,118   | 0.92  |
| ピエール＝クラヴェル・マガンガ＝ムサヴュー     | 社会民主党         | 2,576   | 0.76  |
| Bruno Ben Moubamba                             | 独立系             | 963     | 0.28  |
| Bruno Ngoussi Georges                          | 独立系             | 915     | 0.27  |
| ジュール・アリスティド・ブルデ＝オグリグェンデ | 民主正義会議       | 695     | 0.20  |
| Albert Ondo Ossa                               | 独立系             | 674     | 0.20  |
| Yvette Ngwevilo Rekangalt                      | 独立系             | 367     | 0.11  |
| Ernest Tomo                                    | 独立系             | 308     | 0.09  |
| Victoire Lasseni Duboze                        | 独立系             | 304     | 0.09  |
| Bienvenu Mauro Nguema                          | Morena Unionist    | 293     | 0.09  |
| Luc Bengono Nsi                                | 国家刷新運動       | 250     | 0.07  |
| Marcel Robert Tchoreret                        | Omega Circle       | 248     | 0.07  |
| Jean-Guy Kombeny                               | 独立系             | 152     | 0.04  |
| Bernard Oyama                                  | 独立系             | 106     | 0.03  |
| 出典: Le Mondeおよびgaboneco                   |                    |         |       |